# Biblioteka Papieskiego Instytutu Biblijnego
Biblioteka Papieskiego Instytutu Biblijnego stanowi wsparcie naukowe dla macierzystej instytucji. Znajduje się w Rzymie przy Piazza della Pilotta 35 w barokowym budynku rodu Muti Papazzurri. Od 1928 jako część Instytutu wchodzi w skład Konsorcjum Gregoriańskiego wraz z Papieskim Uniwersytetem Gregoriańskim i Papieskim Instytutem Wschodnim. Od 1991 stanowi część sieci URBE (Unione Romana Biblioteche Ecclesiastiche).

## Historia
Biblioteka powstaje jednocześnie z Papieskim Instytutem Biblijnym. 7 maja 1909 papież Pius X listem apostolskim Vinea electa poleca utworzenie biblioteki biblijnej, która zawierałaby wszystkie dzieła starożytne i współczesne niezbędne i użyteczne dla prawdziwego postępu wiedzy biblijnej.

### Rozwój biblioteki

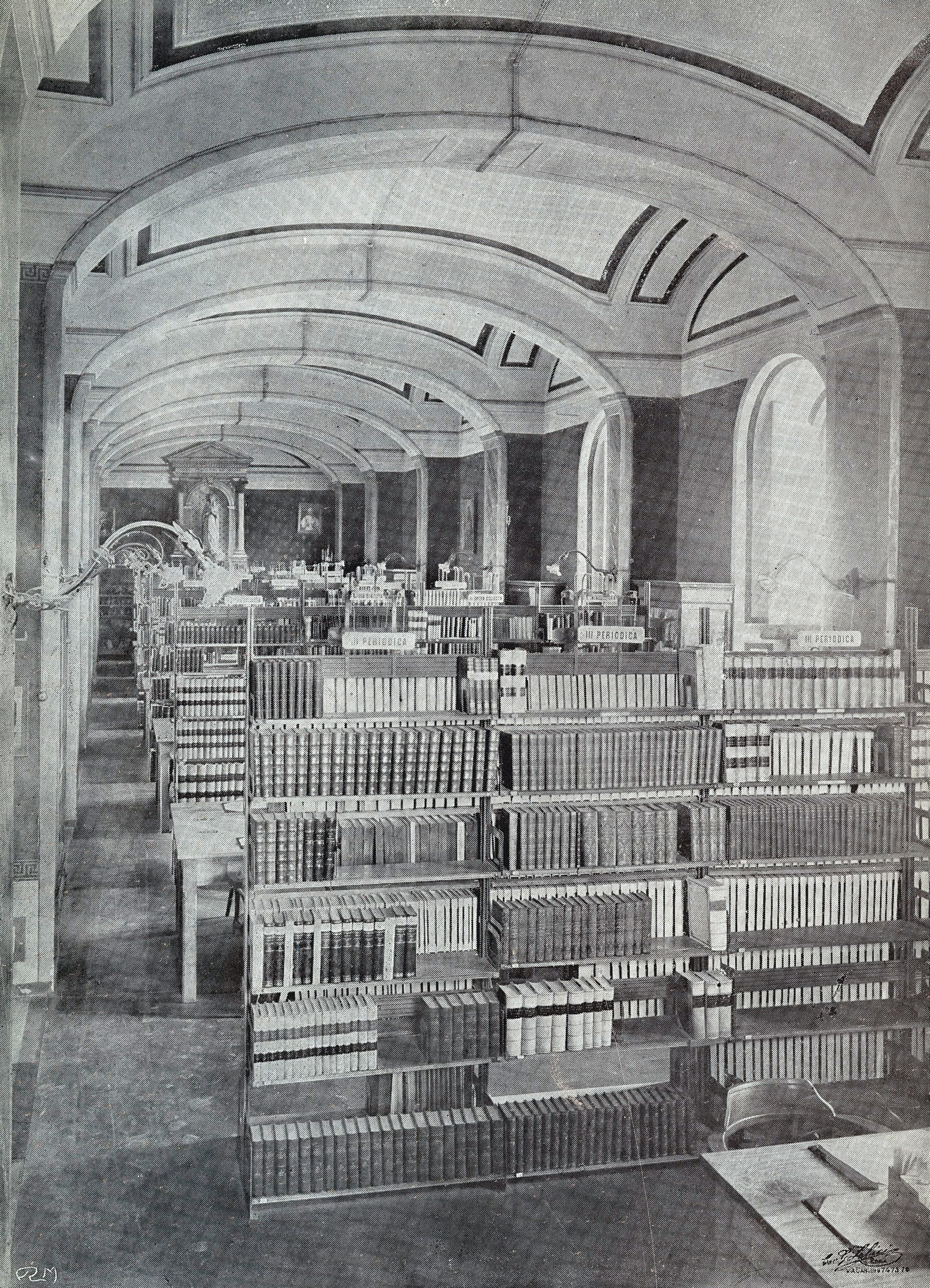
Pierwsza siedziba biblioteki w Kolegium Leoniańskim w Rzymie 1909/1910

Od początku finansowania Instytutu wyraźnie widoczne są starania ze strony Towarzystwa Jezusowego, aby wyposażyć Bibliotekę we wszystko, co jest niezbędne dla jej prawidłowego funkcjonowania, począwszy od regałów, aż po księgozbiór pochodzący z całej Europy. Zaznacza się w tamtym okresie – zgodnie z wolą pierwszego rektora Instytutu, o. Leopolda Foncka SJ – duża ilość publikacji w języku niemieckim oraz pochodzących z rzymskiego wydawnictwa L'Erma di Bretschneider. Wśród pierwszych nabytków Biblioteki (sprzed 25 października 1909) znajdują się Patrologia Latina i Patrologia Graeca J. P. Migne'a, 52 tomy Corpus Scriptorum Ecclesiasticorum Latinorum, komentarze do Starego i Nowego Testamentu Carla Friedricha Keila i Franza Delitzscha oraz setka innych dzieł.
W kolejnym roku, zgodnie z dokumentem, który 29 grudnia 1910 podpisał ówczesny sekretarz stanu, kardynał Rafael Merry del Val, rektor Instytutu uzyskuje od Biblioteki Watykańskiej dzieła zakupione przez papieża Leona XIII na poczet przyszłej biblioteki biblijnej (publikacje na temat wykopalisk i studiów archeologicznych Palestyny i Asyrii, czasopisma egzegetyczne i orientalistyczne) oraz duplikaty z Biblioteki Watykańskiej związane z biblistyką. Te dzieła, pozostając formalnie własnością Stolicy Apostolskiej, stanowią drugą istotną część zbiorów Biblioteki.
W latach 1909–1934 Biblioteka rozwija się rokrocznie wraz z donacjami licznych dobroczyńców, takich jak rodzina du Coëtlosquet, bracia Augustyn i Józef Lémann czy Josef Markwart oraz dzięki publikacjom nadesłanym do recenzji w czasopiśmie Biblica a później również Orientalia. Również dzięki bezpośrednim nabytkom możliwym dzięki środkom Towarzystwa Jezusowego w roku 1934 Biblioteka posiadała, jak stwierdzał ówczesny rektor Instytutu, Augustin Bea, około 100000 woluminów, a więc dwa razy więcej niż w 1914. Wraz ze wzrostem ilości woluminów, latem 1970 zostaje utworzony depozyt dla książek i czasopism rzadziej konsultowanych ze względu na ich wiek. Ta inicjatywa zostaje podjęta przez o. Saverio Corradino SJ, odpowiedzialnego za Bibliotekę w latach 1975–1983, który począwszy od roku 1976 rozpoczyna przenoszenie do nowego depozytu wszystkich dzieł sprzed XIX wieku. Ważnym etapem w historii Biblioteki jest również rok 1992, kiedy jej katalog został skomputeryzowany.
W ciągu ponad 100 lat swojej historii Biblioteka nieustannie powiększa się również dzięki donacjom rzadkich woluminów, książek istotnych dla nauczanych treści oraz badań naukowych profesorów Instytutu, osiągając rozmiar przeszło 187000 woluminów.

### Architektura budynku Biblioteki

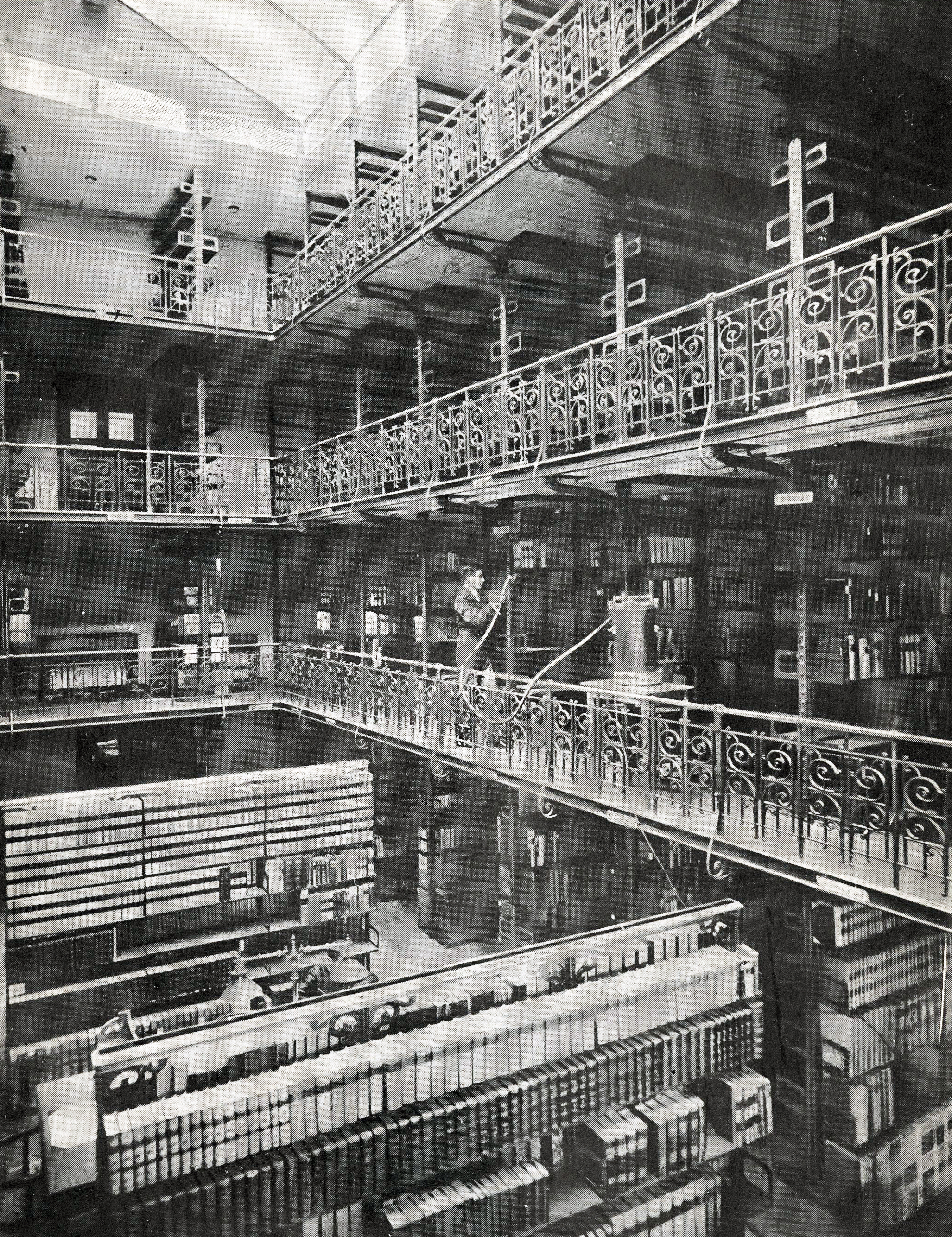
Aula centralna biblioteki w 1911/1912

Pierwszą siedzibą Biblioteki było Kolegium Leoniańskie (Collegium Apostolicum Leonianum) w Rzymie. W lecie 1911 jest możliwe przeniesienie Biblioteki do jej aktualnej siedziby dzięki przebudowie w latach 1910–1911 budynku rodu Muti Papazzurri. Nowy projekt zostaje wykonany przez niemieckiego architekta Hermanna Josepha Hürtha z Akwizgranu i zrealizowany przez firmę Netter & Jacobi. Dziedziniec pałacu zostaje zabudowany, dając początek ówczesnej Aula Magna (dzisiaj aula Piusa X), nad którą zostaje wykonana czteropiętrowa wieża biblioteczna z regałami w stylu secesyjnym.

### Aula Orientalis
Wraz z powstaniem w 1932 drugiego wydziału Instytutu poświęconego studiom nad starożytnym Bliskim Wschodem biblioteka rozpoczyna tworzenie zbioru orientalistycznego, bogatego w publikacje rzadkie i cenne, zarówno monografie jak i periodyki, wiążące się ze światem egipskim i mezopotamskim. Począwszy od 1949 zbiory orientalistyczne są gromadzone w jednej sali, położonej w południowo-wschodnim narożniku drugiego piętra budynku, dając w ten sposób początek Aula Orientalis. Jej współczesne usytuowanie w narożniku południowo-zachodnim drugiego piętra jest rezultatem przebudowy budynku, jaka miała miejsce w latach 1970–1975. W 1989 jej kolekcja powiększa się o zbiory egipskie i koptyjskie, które podarował o. Pierre du Bourguet SJ, niegdyś dyrektor działu orientalistycznego Luwru. Współcześnie Aula Orientale zajmuje trzy sale i posiada około 12500 pozycji (książek i czasopism) obejmujących sumerologię, asyriologię, hetytologię i egiptologię.

## Zbiory
Biblioteka Papieskiego Instytutu Biblijnego posiada obecnie:
| Rodzaj materiału       | Ilość                                    | Okres           |
| ---------------------- | ---------------------------------------- | --------------- |
| Rękopisy               | 41 egzemplarzy                           |                 |
| Inkunabuły             | 27 egzemplarzy                           | do 1500         |
| Starodruki             | 5028 rekordów bibliograficznych          | od 1501 do 1800 |
| Publikacje współczesne | ponad 125.000 rekordów bibliograficznych | od 1801         |
| Czasopisma naukowe     | ponad 800 tytułów                        |                 |

### Przykładowe zbiory

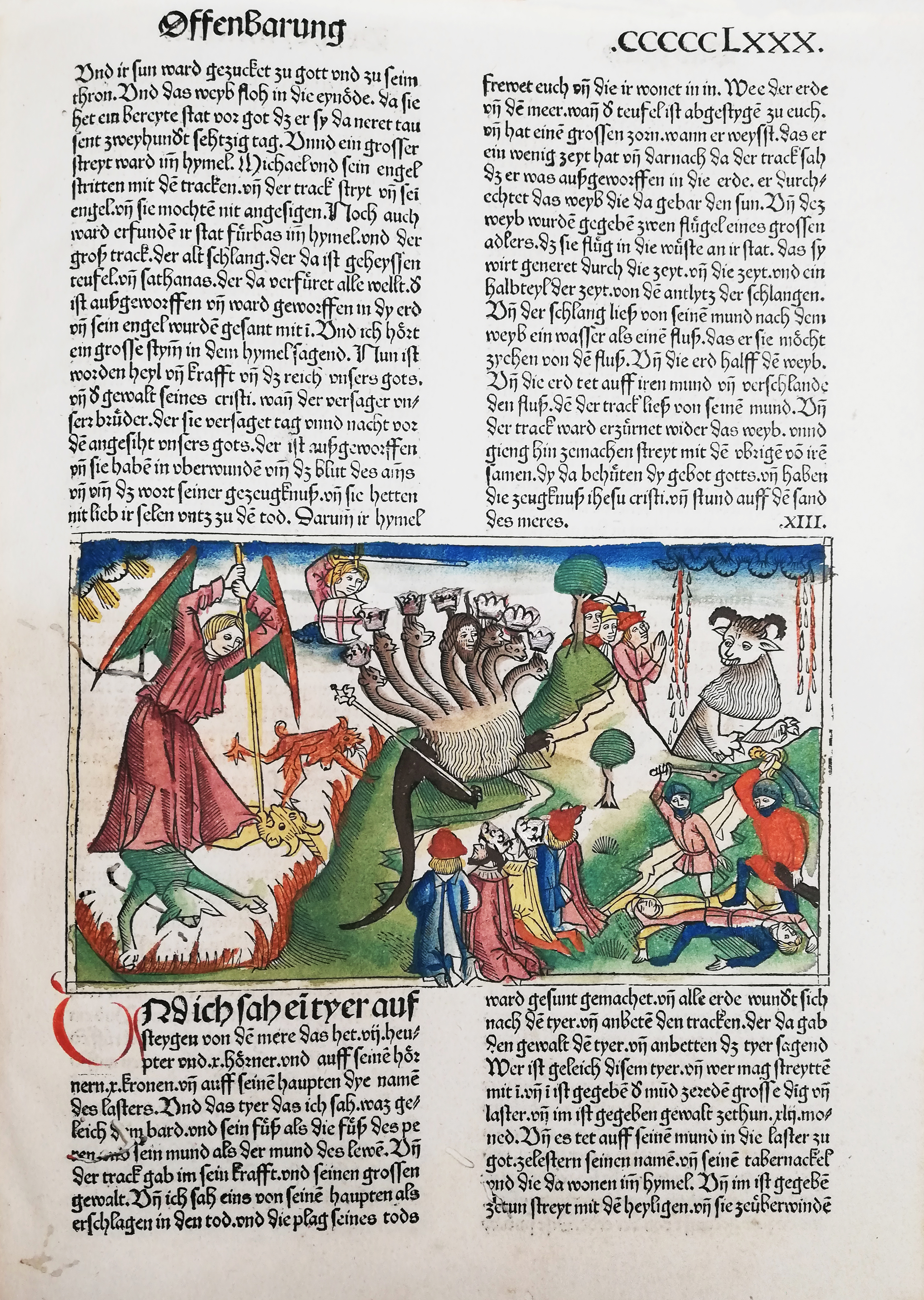
Biblia Kobergera, Norymberga 1483 – Apokalipsa św. Jana
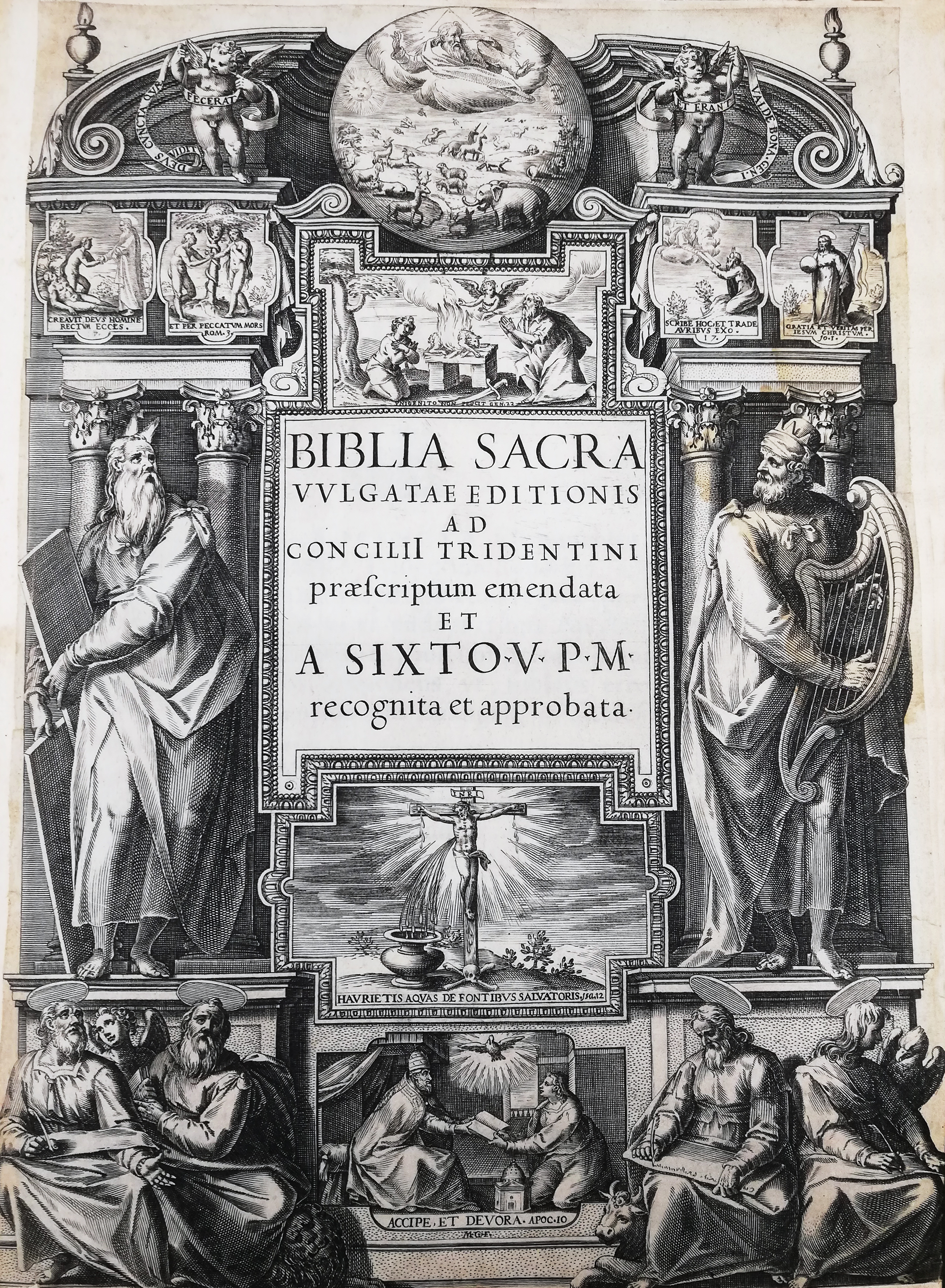
Wulgata sykstyńska, Rzym 1590 – strona tytułowa
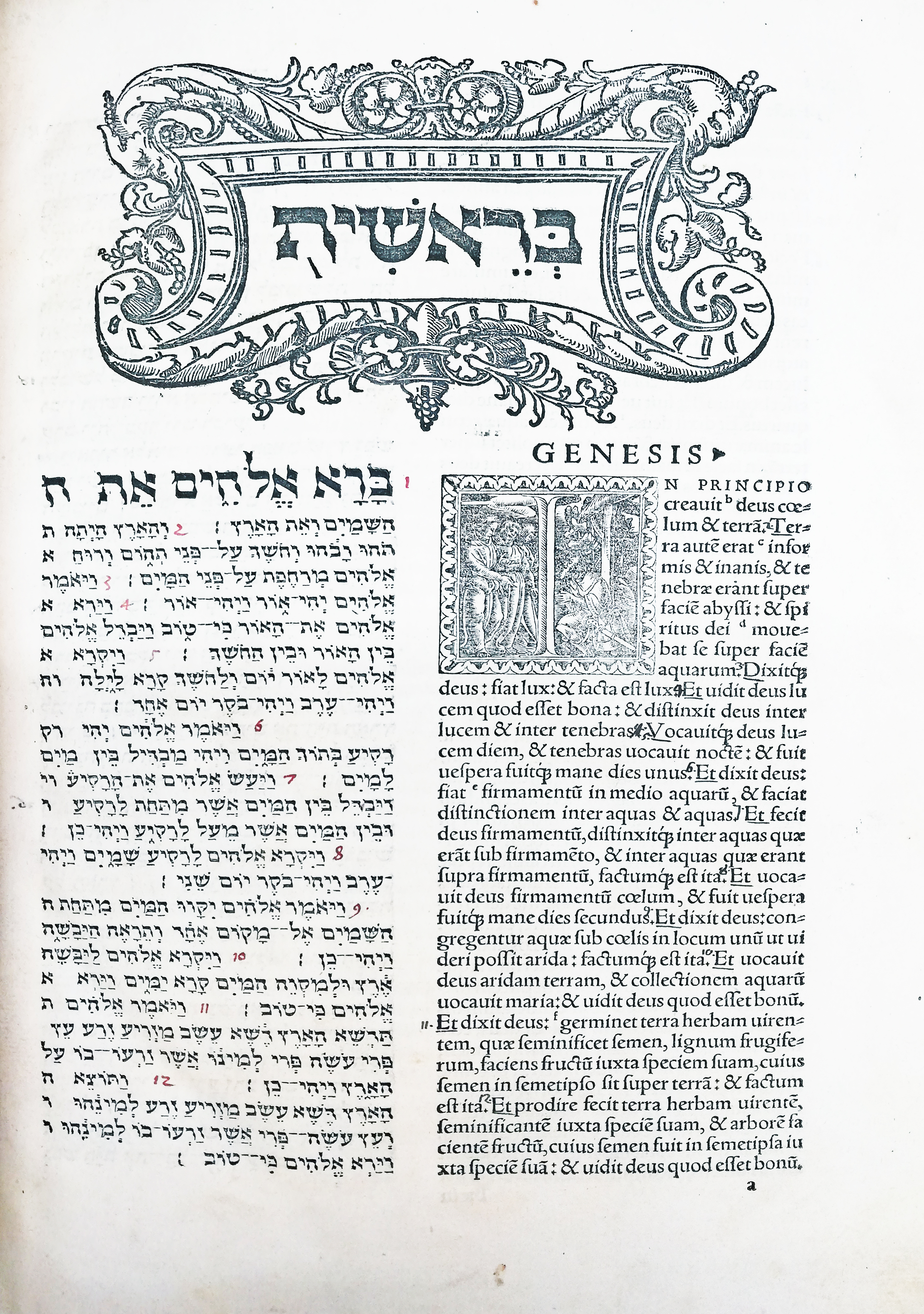
Biblia w języku hebrajskim i łacińskim, Bazylea 1534-35 – Księga Rodzaju
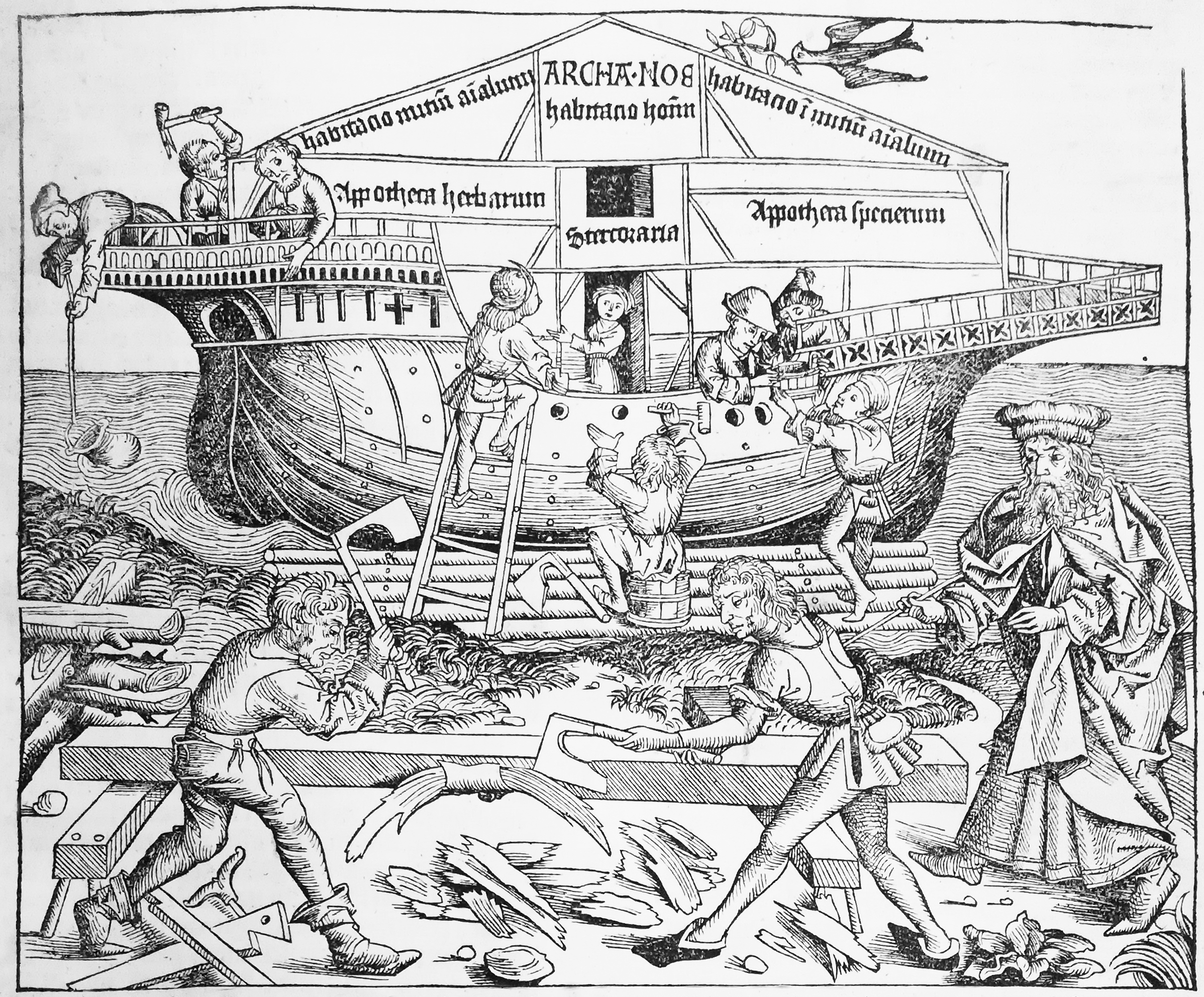
Kronika norymberska, Norymberga 1493 – budowa arki Noego (wersja niekolorowana)

## Bibliotekarze
- SCHELLAUF Joseph, S.J. († 1920) 1910-1915
- FONCK Leopold, S.J. († 1930) 1915-1923
- VACCARI Alberto, S.J. († 1965) 1923-1925
- VILAR Juan, S.J. (^) 1925-1927
- DA FONSECA Luis Gonzaga, S.J. († 1963) 1927-1929
- MESSINA Giuseppe, S.J. († 1951) 1929-1941
- BURGI Emiliano, S.J. († 1969) 1941-1948
- DES PLACES Édouard, S.J. († 2000) 1948-1966
- MECH Paul, S.J. († 1999) 1966-1973
- COSTELLOE Joseph M., S.J. († 2000) 1973-1975
- CORRADINO Saverio, S.J. († 1997) 1975-1983
- BERTELS Henry J., S.J. († 2013) 1983-2002
- DUGAN James, S.J. 2002-2009
- JANSSENS Jos, S.J. 2009-2015
- WIŚNIEWSKI P. Adam 2015-